# Cíntia Capri
Cíntia Capri (Ponta Grossa, 20 de setembro) é uma jornalista, apresentadora de televisão e empresária brasileira.
Nascida em Ponta Grossa, no Paraná, ingressou no curso de comunicação Social com habilitação em Jornalismo na Universidade Estadual de Ponta Grossa em 1996. Concluiu o curso na Universidade do Sul de Santa Catarina em Florianópolis. 
Em 1998 iniciou a carreira como repórter e apresentadora da TV Record de Florianópolis. Em 2000 passou a integrar o quadro de jornalistas da RBSTV. Nesta emissora atuou como repórter do Jornal do Almoço e do Estúdio Santa Catarina além de produzir e apresentar o programa Vida e Saúde junto com a jornalista Cleide klock. Ainda na RBSTV apresentou o programa SC em Cena. No grupo RBS trabalhou também como locutora da Rádio Itapema FM de 2004 a 2007. 
Em 2009 deixou a RBS para retornar ao Paraná. Em fevereiro passou a fazer parte da equipe da TV Esplanada em Ponta Grossa onde hoje trabalha como repórter e apresentadora.

## Reportagens Premiadas
- finalista do 13º Prêmio ABRELPE/2008 - reportagem - Sacolas retornáveis/RBS TV Florianópolis
- 2º lugar no Prêmio Conselho Regional de Odontologia de Jornalismo/2006 - reportagem - Medo de dentista/RBS TV Florianópolis
- vencedora da categora TV do 4º Prêmio Intituto Guga Kuerten/2006 - reportagem - Ensino Regular, direito da criança portadora de necessidades especiais
- vencedora da categora TV do 3º Prêmio Intituto Guga Kuerten/2005 - reportagem - APAE